# San Vicente megye
San Vicente Salvador egyik megyéje. Az ország középső részén terül el. Székhelye San Vicente.

## Földrajz
Az ország középső részén elterülő megye nyugaton La Paz, északnyugaton Cuscatlán, északon Cabañas, északkeleten San Miguel, keleten Usulután megyékkel, délen pedig egy rövid szakaszon a Csendes-óceánnal határos.

## Népesség
Ahogy egész Salvadorban, a népesség növekedése San Vicente megyében is gyors, bár korábban volt olyan időszak, amikor a lakosság csökkent. A változásokat szemlélteti az alábbi táblázat:
| Év   | Lakosság |
| ---- | -------- |
| 1971 | 153 398  |
| 1992 | 143 003  |
| 2007 | 161 645  |